# Gilbert d'Oilly
Gilbert d'Oilly también Walter D'Oyly (Lisieux, c. 1014-Chiselhampton c. 1066) fue un noble anglonormando, señor de Oilleia-la-Ribaude, cerca de Lisieux. Señor de Chiselhampton (Oxfordshire). Su genealogía es escasa, pero las crónicas citan a su padre Osmond Bassett d'Oilly (c. 990-1025) y a su abuelo Norman d'Oilly (c. 960). Posiblemente fue uno de los caballeros normandos que siguieron los pasos de Guillermo el Conquistador tras la conquista normanda de Inglaterra en 1066, de quien recibió propiedades en Oxfordshire.

## Herencia
Se casó con Frances Barney (c. 1008-1060) y fruto de esa relación nacieron varios hijos:
- Roberto d'Oyly (d'Ouilly, c. 1044-1091), condestable del castillo de Oxford y Alto Sheriff de Oxfordshire;
- Nigel d'Oyly (d'Ouilly, c. 1048-1115), condestable del castillo de Oxford y de Inglaterra, segundo señor de Hook Norton;
- Wido [Guido] d'Oyly (d'Ouilly), según el Libro Domesday, señor de Wigginton, en el condado de Oxon.
- Fulco [Foulk] d'Oyly (d'Ouilly);
- Ralph [Raoul] d'Oyly (d'Ouilly); según el Libro Domesday, señor de Bloxham, en el condado de Oxon.
- Richard d'Oyly (d'Ouilly), caballero cruzado en el sitio de Jerusalén (1099).